# Kościół św. Andrzeja w Düsseldorfie
Kościół św. Andrzeja (niem. St. Andreas) – rzymskokatolicka świątynia znajdująca się w niemieckim mieście Düsseldorf, w dzielnicy Altstadt. Dawny kościół jezuitów, od 1972 kościół klasztorny zakonu dominikanów. Znajdujące się na jego tyłach mauzoleum było miejscem pochówku członków dynastii Wittelsbachów.

## Historia
Jezuitów sprowadził do Düsseldorfu w 1619 roku palatyn Wolfgang Wilhelm Wittelsbach. Mimo trwającej wojny trzydziestoletniej 5 lipca 1622 wmurowano kamień węgielny pod budowę, a w 1629 konsekrowano ukończoną świątynię. W 1717 rozbudowano prezbiterium oraz wzniesiono mauzoleum rodu Wittelsbachów projektu Simona Sarta. Budynek należał do jezuitów aż do kasaty zakonu w 1773, zachował funkcję kościoła dworskiego, a w roku 1842 został kościołem parafialnym. W 1933, w ramach sprzeciwu wobec władz nazistowskich, w kościele zaczęto organizować codzienną adorację, która odbywa się do dziś. Podczas II wojny światowej zniszczone zostało prezbiterium, które odrestaurowano po zakończeniu wojny. Od 1972 należy do zakonu dominikanów.

## Architektura
Kościół wzniesiono na rogu Andreasstrasse i Hunsrückenstrasse, ma cechy późnego niemieckiego renesansu i wczesnego baroku. Klasztor mieści się w powojennym budynku dawnej plebanii, znajdującym się naprzeciw fasady. Od zachodu do kościoła przylegają dawne budynki klasztoru jezuitów, pełniące współcześnie funkcję hotelową. Fasada kościoła jest surowa i monumentalna, ozdobiona pilastrami uporządkowanymi w tzw. wielki porządek. Pierwotnie elewację zdobiły figury świętych, które usunięto z powodów technicznych w XVIII wieku. Wnętrze świątyni podzielone jest na trzy nawy, w nawach bocznych znajdują się empory. Budynek przykryty jest bogato zdobionymi sklepieniami krzyżowo-żebrowymi. Korpus nawowy ma długość pięciu przęseł, a zakończone trójboczną absydą prezbiterium – dwóch przęseł. Za absydą znajduje się dwunastoboczne mauzoleum rodu palatyńskiego, a od wschodu dostawiona zakrystia.

## Wyposażenie
Oryginalny ołtarz główny został zniszczony w 1943 roku przez bombardowanie, na jego miejscu ustawiono ołtarz z czarnego marmuru, wykonany w 1960 przez Ewalda Matarégo. W 2008 ozdobiono go srebrnymi figurami Matki Bożej i czterech świętych jezuickich, przechowywanymi dotychczas w skarbcu klasztornym. Na tylnej ścianie absydy wisi gobelin z przedstawieniem Drzewa Życia. We wnętrzu przechowywany jest również obraz św. Andrzeja pochodzący ze zniszczonego ołtarza głównego, uchroniony od zniszczeń wojennych. Wykonał go w 1908 roku Heinrich Lauenstein, zastąpił on oryginalny obraz zniszczony przez kopcące świece. Dwa ołtarze boczne wykonał w latach 1836–1837 Ernst Deger, poświęcone są Chrystusowi oraz Matce Bożej. Barokowy obraz Chrystusa Ukrzyżowanego przypisywany jest Johannesowi Spilbergowi. Przy ścianach naw bocznych stoją 22 drewniane, częściowo złocone figury świętych.
Organy wykonał w roku 1782 Peter Kemper z Bonn. Pierwotnie były napędzane miechami, w 1900 zamontowano elektryczną dmuchawę. Większość piszczałek została zniszczona podczas II wojny światowej. W 1953 w zachowanej szafie organowej zainstalowano nowy instrument z warsztatu Edmunda Fabritiusa z Kaiserswerth. W 1970 zastąpiono je 42-głosowymi organami z warsztatu Rudolf von Beckerath Orgelbau z Hamburga. Składają się z 3480 piszczałek, największa ma długość 5,4 metra, a najkrótsza – 2,2 cm. W 2003 instrument przeszedł generalny remont.
Na wieżach kościoła zawieszonych jest łącznie sześć brązowych dzwonów:
| Imię                | Waga    | Średnica | Ton | Rok odlania | Ludwisarnia                      |
| ------------------- | ------- | -------- | --- | ----------- | -------------------------------- |
| Katharina           | 170 kg  | 66,2 cm  | d"  | 1643        | Bracia Hemony’owie, Utrecht      |
| Joseph              | 350 kg  | 80 cm    | h'  | 1954        | Petit & Gebr. Edelbrock, Gescher |
| Franziskus Xaverius | 500 kg  | 91 cm    | a'  | 1954        | Petit & Gebr. Edelbrock, Gescher |
| Andreas             | 700 kg  | 102 cm   | g'  | 1954        | Petit & Gebr. Edelbrock, Gescher |
| Ignatius            | 1200 kg | 123,6 cm | e'  | 1954        | Petit & Gebr. Edelbrock, Gescher |
| Christ König        | 1800 kg | 140 cm   | d'  | 1954        | Petit & Gebr. Edelbrock, Gescher |

## Mauzoleum Wittelsbachów
Dwunastoboczne mauzoleum wzniesiono w 1717 roku na północ od absydy. Wzniósł je palatyn Karol III Filip Wittelsbach po śmierci swojego brata, Jana Wilhelma, którego blaszany, częściowo złocony sarkofag ustawiono w najbardziej eksponowanym miejscu budowli. Złożono tu szczątki również poprzednich przedstawicieli rodziny Wittelsbachów. Wieńczy ją kopuła z latarnią, doświetlona jest przez okrągłe okna. Budynek został zniszczony podczas II wojny światowej i odrestaurowany w 1958 roku.

## Galeria

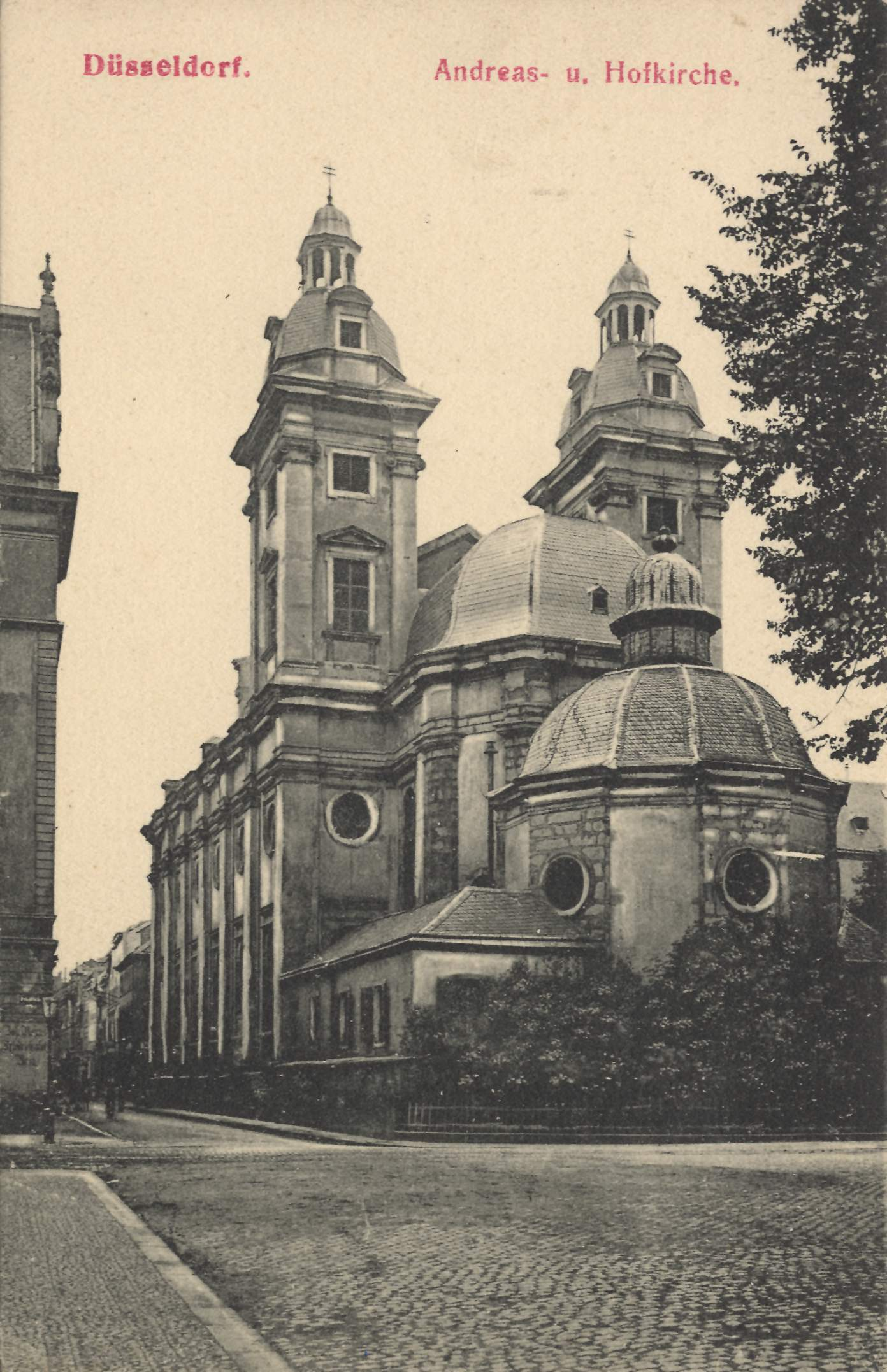
Widok ok. 1900
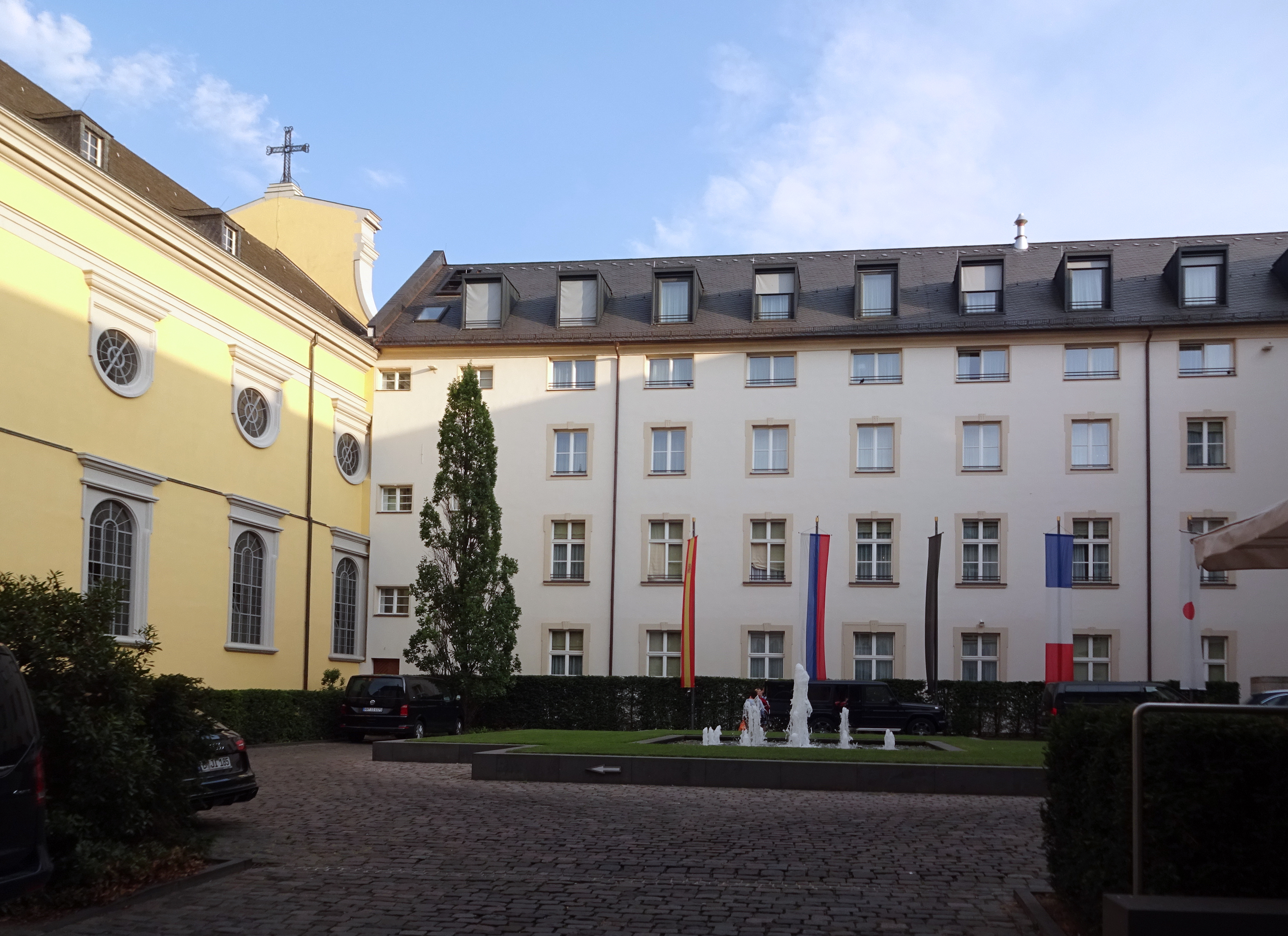
Dziedziniec klasztorny
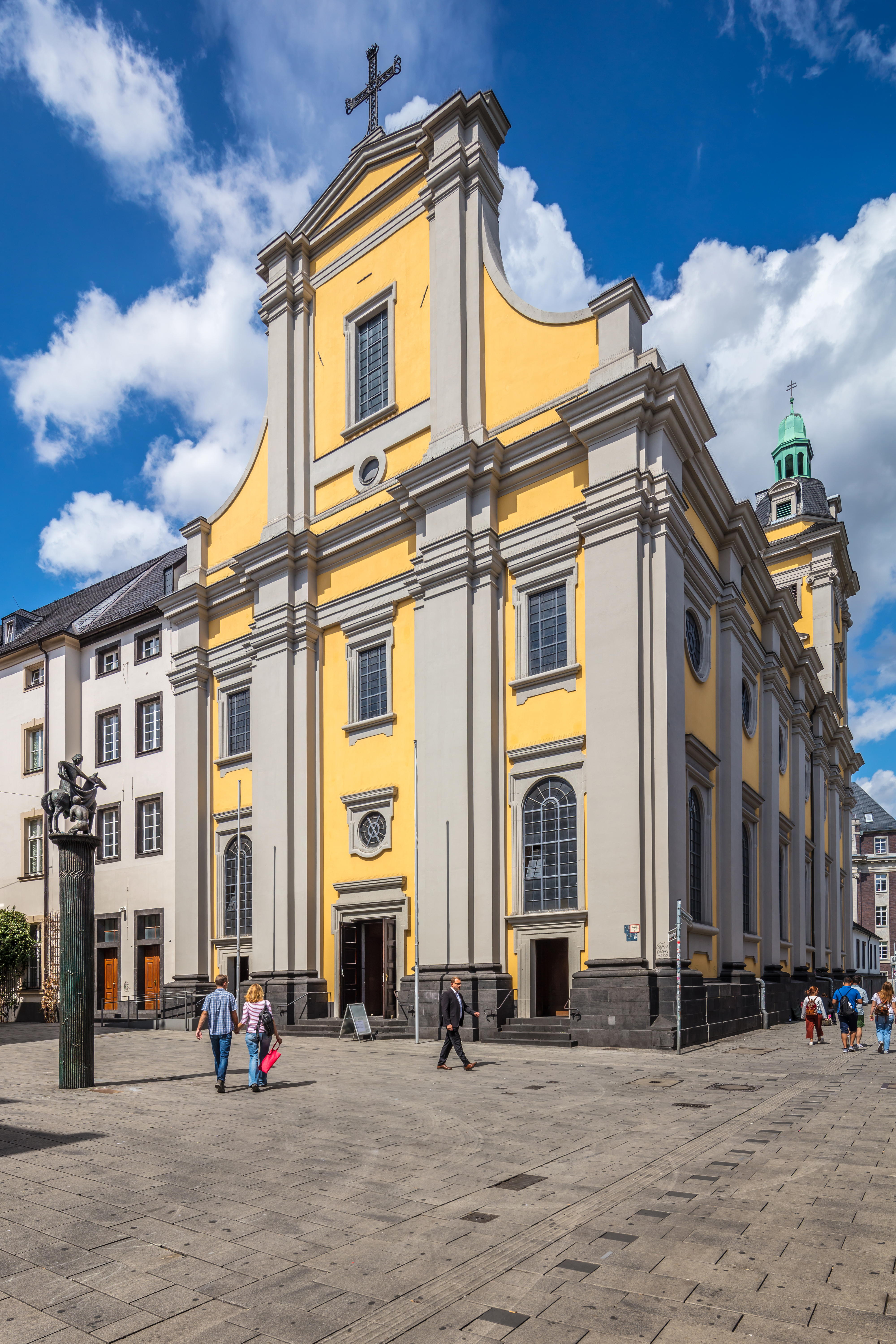
Fasada
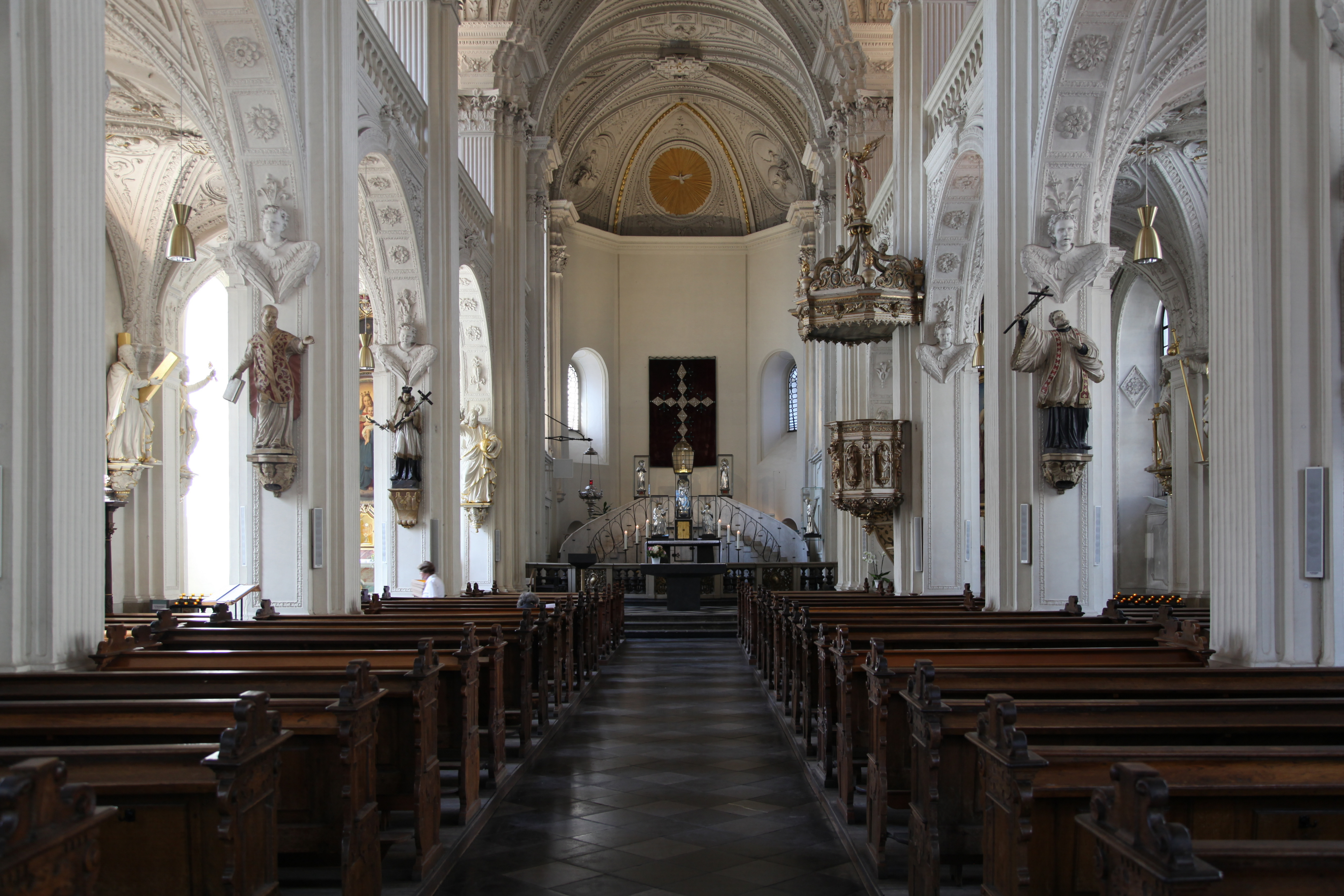
Wnętrze
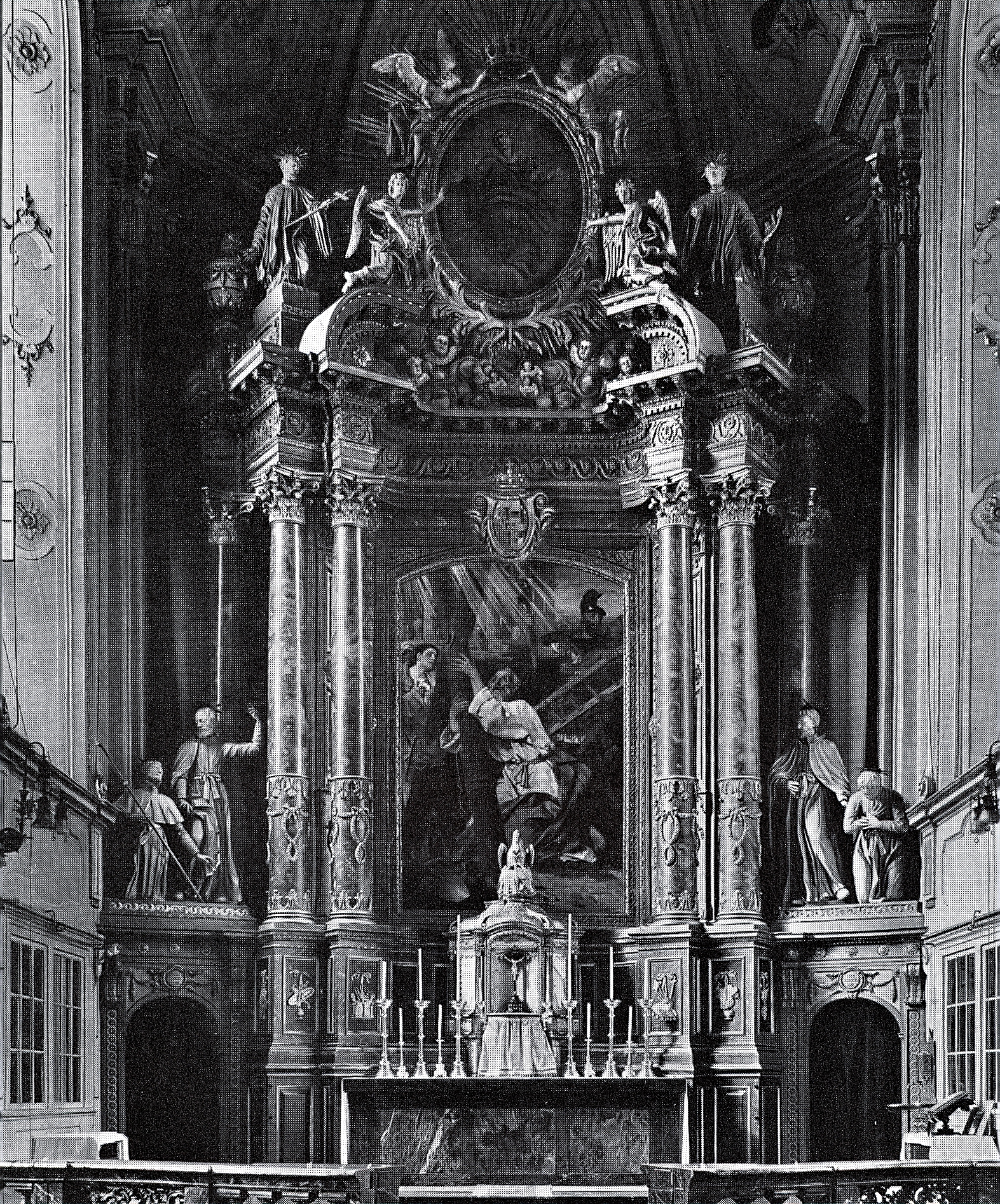
Ołtarz zniszczony podczas II wojny światowej
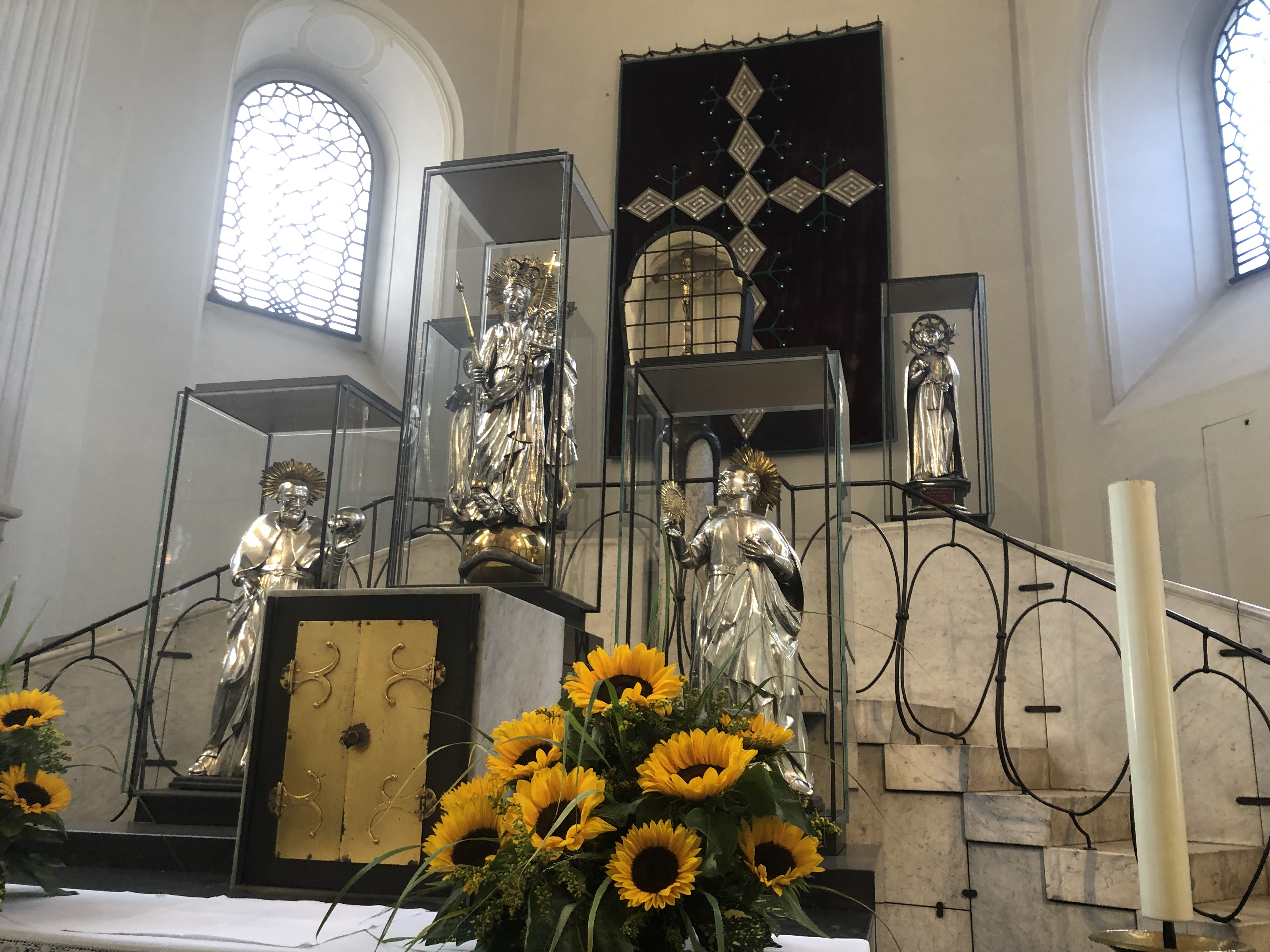
Rzeźby przy ołtarzu
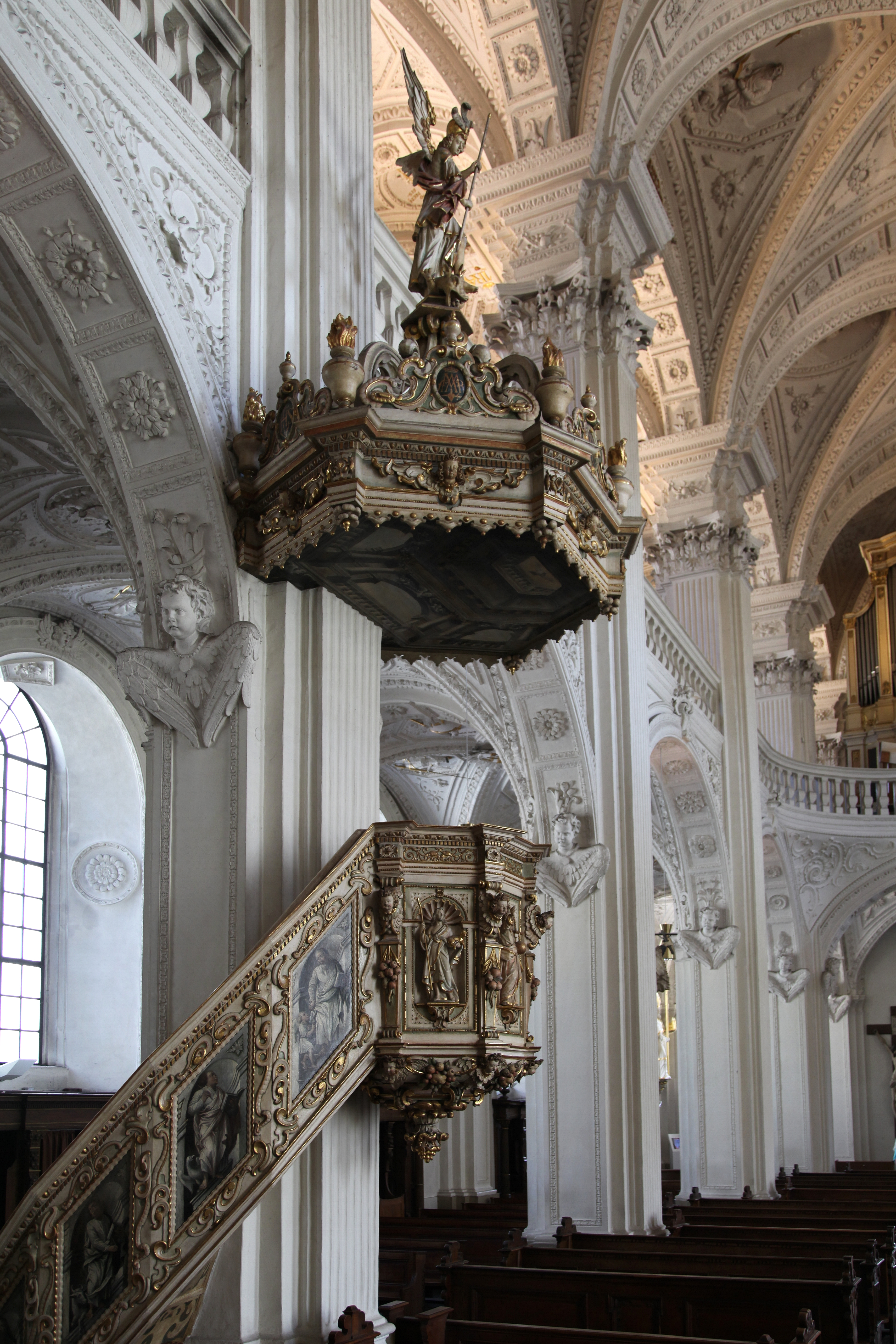
Ambona
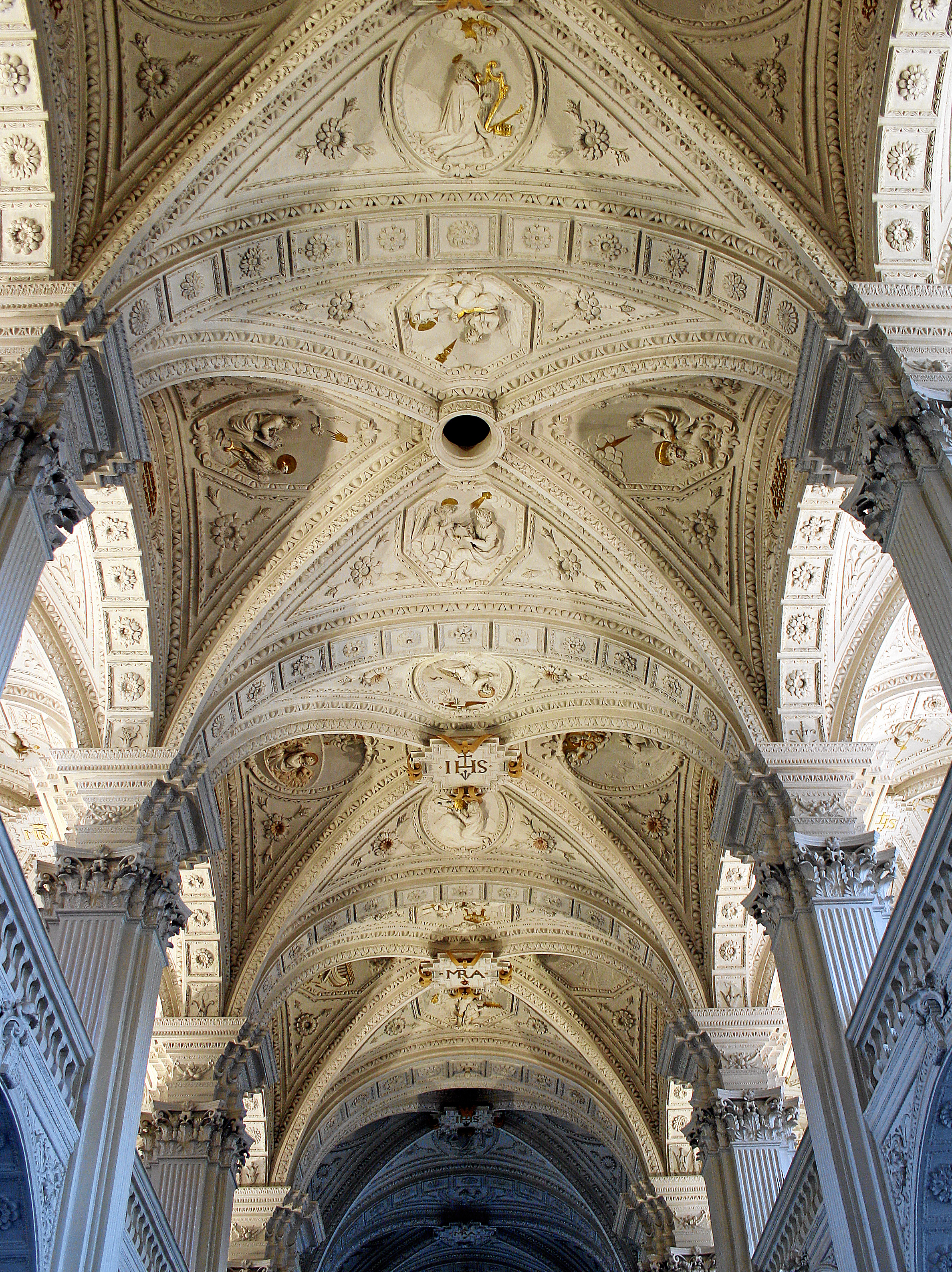
Sklepienia
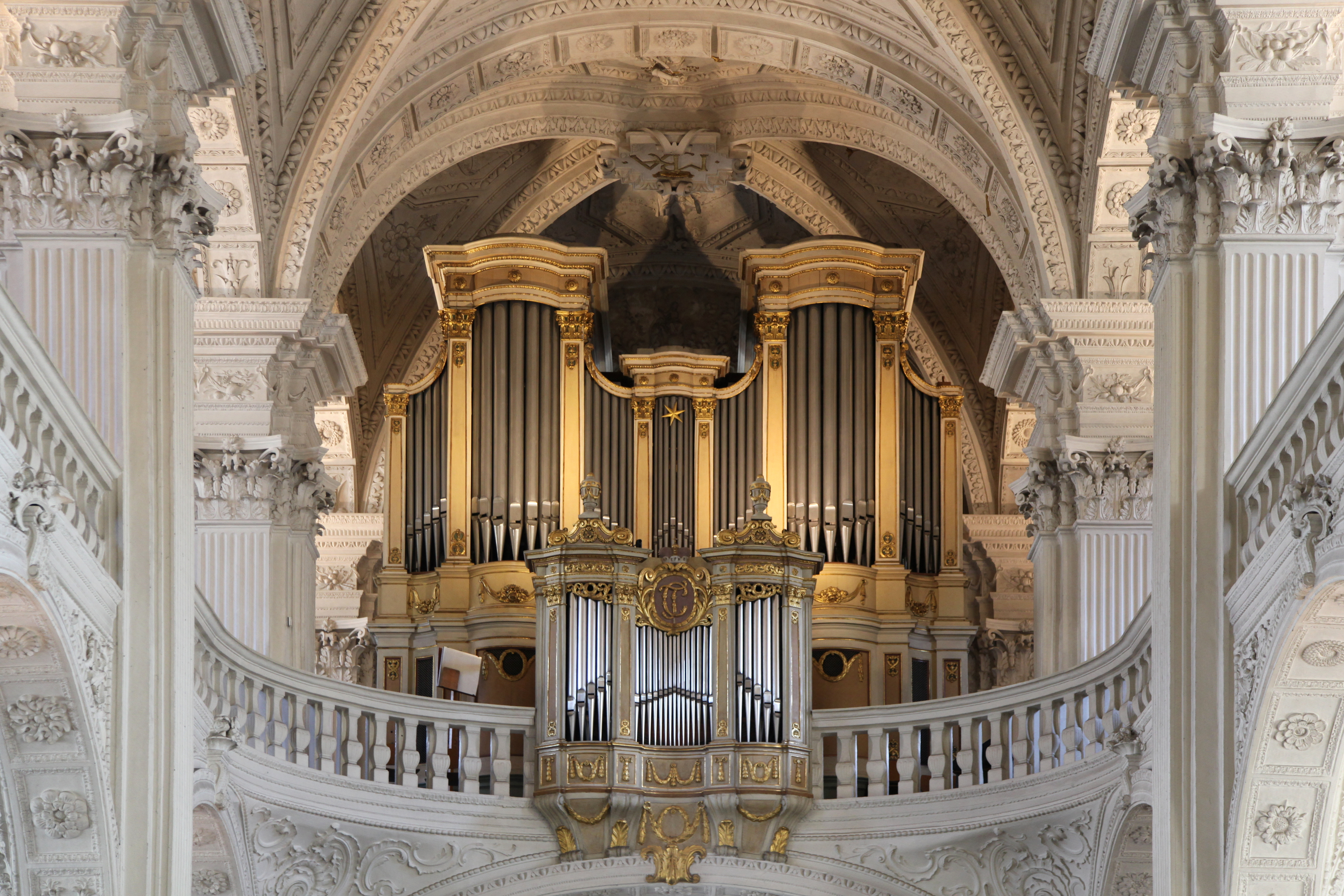
Organy
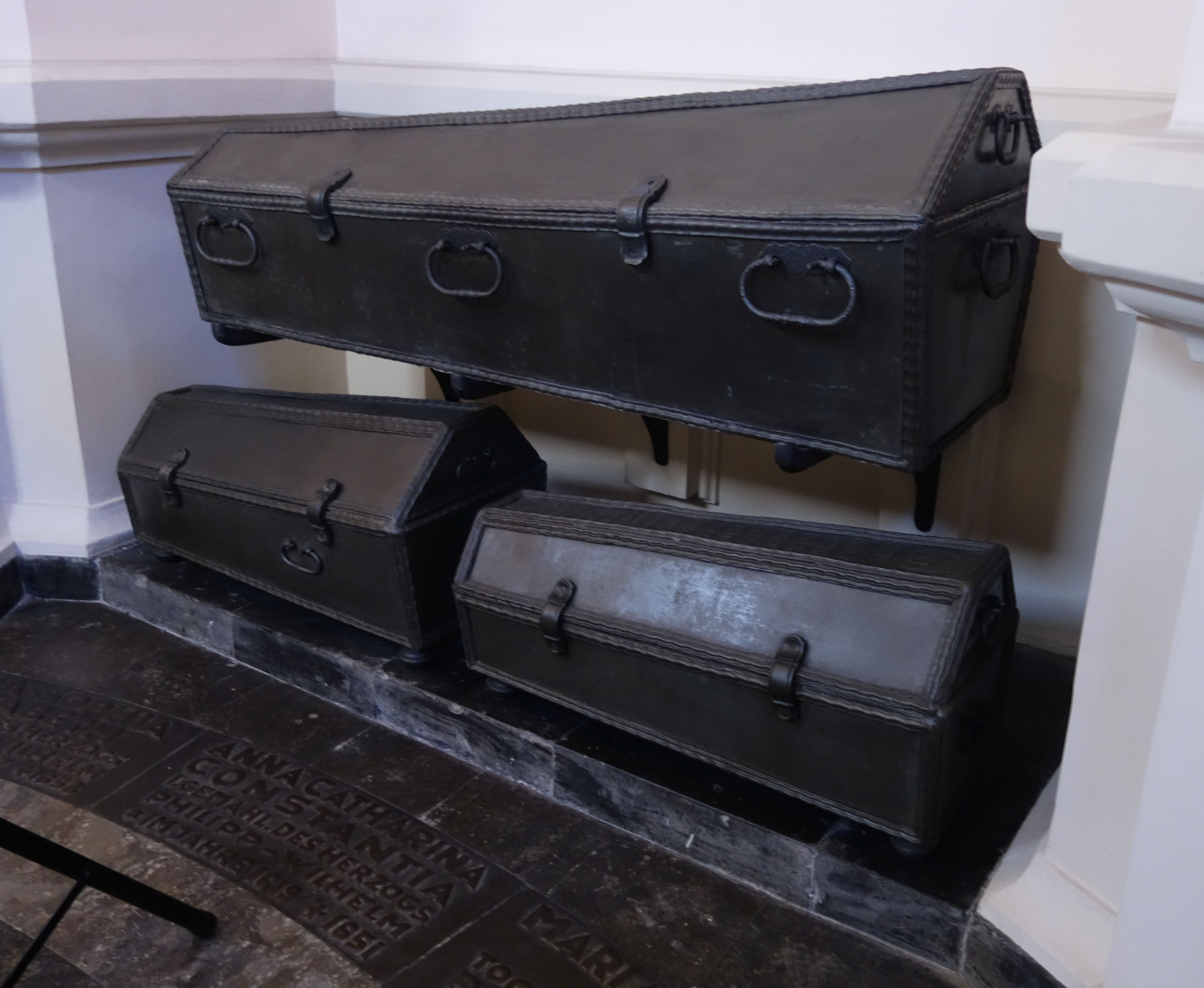
Sarkofagi w mauzoleum